# Cime di Lemma
Le Cime di Lemma (2.348 m s.l.m.) sono un gruppo montuoso delle Alpi Orobie Occidentali. Si trovano all'apice di una cresta che divide l'alta Val Brembana e gli alpeggi dell'Arale dalla Val di Lemma, tributaria della Valtellina. A nord l'altopiano della Val di Lemma scende dolcemente, mentre a sud l'avvallamento scende più scosceso verso Cambrembo di Valleve.

## Caratteristiche
Le Cime di Lemma sorgono sulle Alpi Orobie lungo la cresta che collega il Passo di Lemma al Passo del Tartano, al confine tra i comuni di Tartano (SO) e Valleve (BG)); la più alta raggiunge i 2.312 m. La cresta che le collega si innalza da sud-ovest in direzione nord-est. Il versante nord e il tratto all'estremità sud-est ospitano in estate degli alpeggi, mentre la pancia a sud ovest è più scoscesa e quindi meno frequentata.
Frequentate in inverno da sci-alpinisti e in estate da escursionisti, le cime offrono un ampio panorama su Monte Disgrazia, Monte Pegherolo, Monte Cavallo, Pizzo Rotondo, Monte Arete, Monte Cadelle e Monte Valegino, nonché sugli impianti sciistici di San Simone, e sono spesso frequentate da camosci.

## Ascensione alla vetta
Le cime sono raggiungibili con un percorso di tipo escursionistico dal passo del Tartano. Questo può essere a sua volta raggiunto comodamente dalla frazione San Simone di Valleve, seguendo dapprima una strada carrozzabile, poi un sentiero che raggiunge il passo. Da qui si segue la cresta in direzione Ovest fino a raggiungere la vetta principale.
Un'altra via d'accesso prevede la risalita dal sentiero che si dirama dalla carrozzabile prima che diventi sentiero e che si dirige verso il Passo di Lemma. Raggiunto il passo si percorre il sentiero in cresta che percorre tutte le cime fino a raggiungere quella più alta in prossimità del Passo del Tartano.

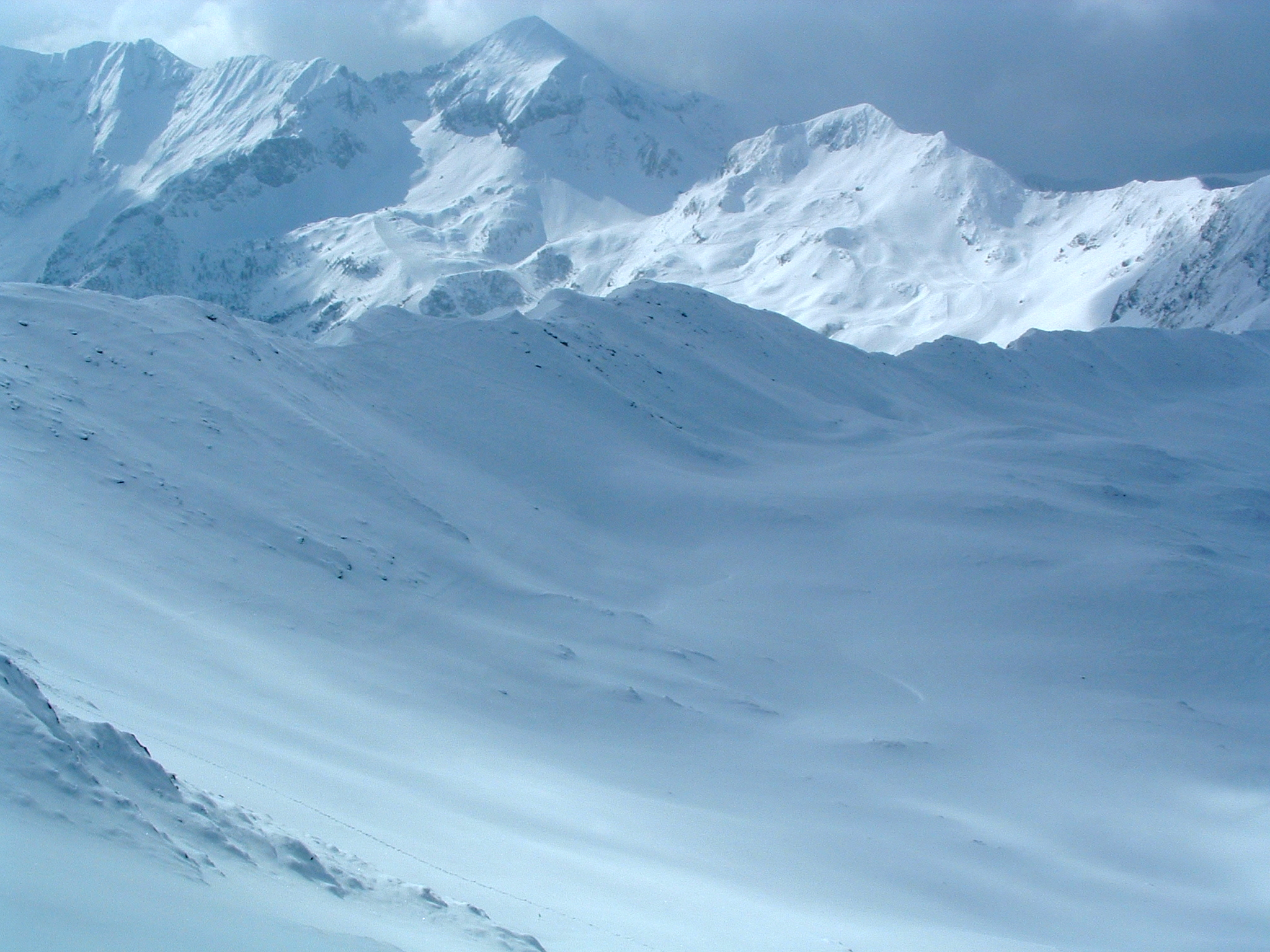
La cresta che, dalla cima più alta, porta verso il Passo di Lemma